# Willie Donachie
Willie Donachie (* 5. Oktober 1951 in Glasgow) ist ein ehemaliger schottischer Fußballspieler auf der Position eines Verteidigers, der nach seiner aktiven Laufbahn eine Tätigkeit als Trainer begann.

## Spielerlaufbahn

### Manchester City
Donachie begann seine Profikarriere in der Saison 1969/70 beim in der höchsten englischen Spielklasse vertretenen Manchester City FC, bei dem er bereits ab der Saison 1971/72 zur Stammformation zählte.
In seiner Anfangszeit als Reservespieler gewann er mit den Citizens 1970 den Europapokal der Pokalsieger und den Ligapokal sowie als Stammspieler 1972 den Charity Shield und 1976 noch einmal den Ligapokal. In der darauffolgenden Saison 1976/77 wurde er mit den Citizens Vizemeister mit nur einem Punkt Rückstand auf den FC Liverpool, der in derselben Saison auch erstmals den Europapokal der Landesmeister gewann.

### Nationalmannschaft
Während seiner Zeit bei Manchester City schaffte Donachie auch den Sprung in die schottische Nationalmannschaft, für die er zwischen 1972 und 1978 insgesamt 35 Einsätze absolvierte. Höhepunkt seiner Laufbahn in der Nationalmannschaft waren die WM-Teilnahmen 1974 und 1978. Während er 1974 nicht zum Einsatz kam und sich auch 1978 beim enttäuschenden Auftaktspiel gegen Peru (1:3) mit der Rolle des Zuschauers begnügen musste, bestritt er die beiden weiteren Vorrundenspiele gegen den Iran (1:1) und die Niederlande (3:2), konnte jedoch das abermalige WM-Aus der Schotten in der Vorrunde nicht verhindern.

### Weitere Stationen
Im Frühjahr 1980 wechselte Donachie zu den in der North American Soccer League spielenden Portland Timbers, bei denen er bis zu deren Rückzug aus der Liga Ende 1982 blieb und zwischenzeitlich ein kurzes Gastspiel bei Norwich City absolvierte.
Ende 1982 kehrte Donachie nach England zurück, wo er in der Saison 1982/83 für den Zweitligisten FC Burnley spielte und am Saisonende den Abstieg hinnehmen musste. Er blieb zunächst bei Burnley und spielte in der Saison 1983/84 in der dritten Liga, den der Verein mit einem für einen Absteiger enttäuschenden zwölften Platz abschloss.
Vor der Saison 1984/85 wechselte Donachie zum Zweitligisten Oldham Athletic, mit dem er in der Saison 1986/87 nur knapp den Aufstieg ins Fußballoberhaus verpasste. Unter dem Trainer Joe Royle fungierte Donachie als Spielertrainer und schaffte in seiner Abschiedssaison 1990/91 als aktiver Spieler den Gewinn der Zweitligameisterschaft und den lang ersehnten Aufstieg ins Fußballoberhaus.

## Trainerlaufbahn
Nach seiner aktiven Laufbahn arbeitete Donachie weiterhin für Oldham als Assistenztrainer von Royle, dem er 1995 zum FC Everton folgte.
1998 arbeitete Donachie erneut als Assistent von Joe Royle, diesmal bei seinem ehemaligen Verein Manchester City. Nach dem Weggang von Royle blieb Donachie noch einige Monate als Assistent von Kevin Keegan und wechselte im November 2001 zu Sheffield Wednesday, wo er als Assistent von Terry Yorath tätig war. Im Oktober 2002 holte ihn sein langjähriger Mentor Royle zu dem von ihm betreuten Ipswich Town, wo Donachie fast vier Jahre lang erneut als sein Assistent fungierte.
2006 wechselte er zum FC Millwall, wo er zunächst als Assistent von Nigel Spackman tätig war und nach dessen Weggang selbst einen Vertrag als Cheftrainer erhielt, den er bis Oktober 2007 ausübte. Anschließend arbeitete er als Cheftrainer der Fußballnationalmannschaft  von Antigua und Barbuda, im Nachwuchsbereich von Newcastle United sowie aktuell (November 2014) als Assistenztrainer bei Hartlepool United.
2018 wurde Donachie Nationaltrainer der Auswahl von Montserrat, die nach dreijähriger Pause im Rahmen der Qualifikation zur CONCACAF Nations League wieder am Pflichtspielbetrieb teilnahm. Zum Auftakt wurde gegen El Salvador erst in der Nachspielzeit mit 1:2 verloren. 

## Erfolge
- Europapokal der Pokalsieger: 1970
- Ligapokal: 1970, 1976
- Charity Shield: 1972
- Englischer Vizemeister: 1977
- Englischer Zweitligameister: 1991